# 2-ethoxyethanol
2-Ethoxyethanol je organická sloučenina patřící mezi glykolethery, používaná jako rozpouštědlo. Jedná se o bezbarvou kapalinu téměř bez zápachu, mísitelnou s vodou, ethanolem, diethyletherem, acetonem, a ethylacetátem.
2-Ethoxyethanol se vyrábí reakcí ethylenoxidu s ethanolem.
Podobně jako jiné glykolethery může 2-ethoxyethanol rozpouštět řadu různých látek, jako jsou oleje, pryskyřice, maziva, vosky, nitrocelulóza, a laky. Přidává se do výrobků jako jsou suché odlakovače a odmašťovače.